# Tiết Khải Kỳ
Tiết Khải Kì (giản thể: 薛凯琪; phồn thể: 薛凱琪; bính âm: Xuē Kǎiqí; tên tiếng Anh: Fiona Sit), sinh ngày 11 tháng 8 năm 1981, là một ca sĩ, diễn viên Hồng Kông.

## Tiểu sử
Tiết Khải Kỳ sinh ra trong một gia đình trung lưu và là con một trong gia đình. Cô theo học tại Trường Trung học Quốc tế Island School và từng đạt điểm A ở môn Tiếng Pháp và Mỹ thuật trong Kỳ thi Tốt nghiệp Trung học Hồng Kông. Sau khi tốt nghiệp trung học, cô theo học ngành Truyền thông Sáng tạo tại Đại học Thành phố Hồng Kông (CityU) và tốt nghiệp vào tháng 7 năm 2004.
Từ năm 18 tuổi, Khải Kỳ bắt đầu làm người mẫu bán thời gian. Trước khi bước vào làng giải trí, cô đã tham gia nhiều quảng cáo, làm người mẫu cho các tạp chí, và làm thiết kế cho một công ty trang web. Sau đó, cô chính thức gia nhập ngành công nghiệp giải trí.

## Sự nghiệp

### Các phim đã tham gia
| Năm  | Tên phim               | Vai diễn            | Ghi chú |
| ---- | ---------------------- | ------------------- | ------- |
| 2005 | 2 Young                | Lôi Nhược Nam       |         |
| 2005 | Chí ái                 | Vĩnh Nhiên          |         |
| 2006 | Tôi muốn thành danh    | Thiếu Nữ            |         |
| 2006 | Pandora's Booth        | Tư Đồ Tâm Tâm (70s) |         |
| 2006 | Tân trát sư muội 3     | Phạm Thụ Oa         |         |
| 2007 | Hí vương chi vương     | Nữ cảnh sát         |         |
| 2007 | Nữ nhân bản sắc        | Tống Hiểu Đồng      |         |
| 2010 | Break Up Club          | Flora               |         |
| 2010 | Hí kịch nhân gian      | Từ Thiên Ái         |         |
| 2011 | The Way We Were        |                     |         |
| 2011 | Kính trừu Phúc Lộc Thọ | A Kì                |         |
| 2012 | Mr. and Mrs. Gambler   | Trương Huệ Hương    |         |
| 2012 | Đê tục hí kịch'        | Lưu Thiến Nhi       |         |
| 2012 | Thanh ma               |                     |         |
| 2012 | Huyền hồng             | Tôn Lãng Thanh      |         |
| 2012 | Diva                   | Fi                  |         |
| 2013 | Quán rượu Bách Tinh    | Mộ Dung Bảo Bảo     |         |
| 2015 | Bạn gái                | Kimmy               |         |

| Năm  | Tên phim                    | Vai diễn                 | Ghi chú                 |
| ---- | --------------------------- | ------------------------ | ----------------------- |
| 2003 | Hearts of Fencing           | Nam Nam                  | khách mời               |
| 2005 | The Zone                    |                          | khách mời               |
| 2005 | Học viện cảnh sát Hùng Tâm  | Mã Ái Lâm                |                         |
| 2007 | Học viện cảnh sát Xuất Canh | Mã Ái Lâm                | khách mời (tập 1-4, 29) |
| 2007 | Sâm chi ái tình             | Đạt Lâm                  |                         |
| 2008 | Tâm Bất liễu tình           | Lưu Mẫn                  |                         |
| 2008 | Dressage To Win             | y tá, bệnh nhân tâm thần | khách mời (tập 6)       |
| 2009 | Hành động liên chính 2009   | Hứa Kì San               | (tập 2 và 4)            |
| 2010 | Liêu Trai 3                 | Bạch Thu Luyện           |                         |
| 2011 | Hoạ bì                      | Tiểu Duy, Hủ Hủ          | [ 9 ]                   |
| 2011 | Chân ái hoang ngôn          | Từ Doanh                 |                         |

## Giải thưởng
2010
- Nữ diễn viên xuất sắc nhất tại Liên hoan phim quốc tế Việt Nam lần thứ 1 cho phim Break Up Club.[10]